# Линьов Євген Володимирович
Євген Линьов (біл. Яўген Ўладзіміравіч Лінёў, нар. 27 жовтня 1980, Мінськ, БРСР) — білоруський футболіст, захисник.

## Кар'єра гравця
Розпочинав грати на батьківщині, виступав за мінські «Торпедо-МАЗ» й «Локомотив». У 2003-2005 роках він захищав кольори запорізького «Металурга». У 2006 році перейшов у ФК «Гомель». У січні 2007 року перейшов у клуб «Таврія», у лютому 2009 року підписав контракт за схемою 2+1 з клубом «Гомель».

## Кар'єра тренера
З 2013 по 2014 рік працював головним тренером клубу СКВІЧ. З 2015 року очолює ФК «Клецьк».

## Досягнення
- Кубок Білорусі
  -  Фіналіст (1): 2003